# Sinfonia n.º 1 (Mendelssohn)

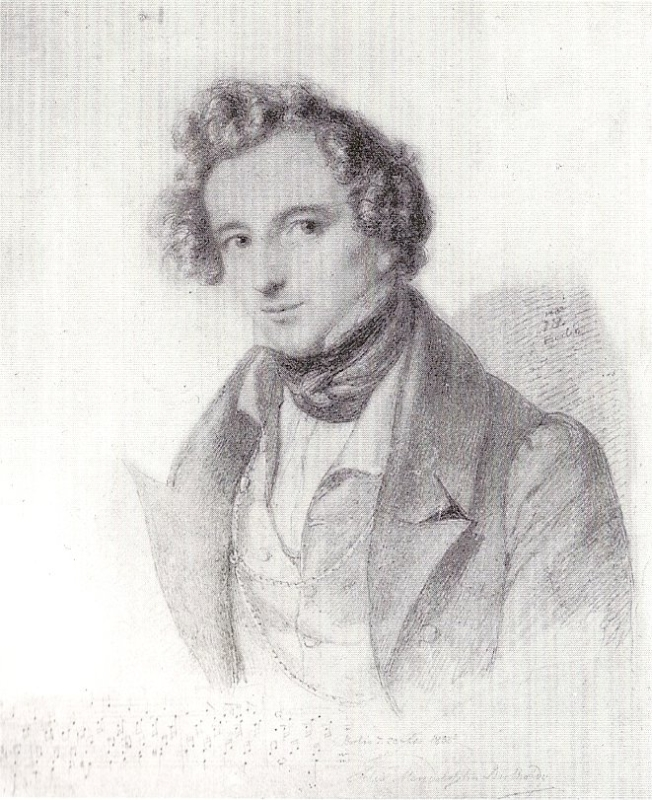
Felix Mendelssohn Bartholdy: Pencil drawing

A Sinfonia n.º 1 em dó menor, Opus 11, é uma obra de Felix Mendelssohn, que ficou completa a 31 de Março de 1824, quando o compositor tinha apenas 15 anos. No entanto, a pauta autografada foi publicada só em 1831. A sinfonia foi dedicada à Royal Philharmonic Society que estreou a obra em Londres a 25 de Maio de 1829, com o próprio autor a conduzir a orquestra. Mendelssohn mais tarde orquestrou o scherzo do seu Octeto Op. 20 como alternativa ao terceiro movimento da sinfonia. Uma actuação típica dura cerca de meia hora.

## Instrumentação
A obra é destinada para ser tocada por duas flautas, dois oboés, dois clarinetes, dois fagote, duas trompas, dois trompetes, tímpanos e cordas.

## Movimentos
A sinfonia está estruturada em quatro movimentos:
1. Allegro di molto
2. Andante
3. Menuetto: Allegro molto
4. Allegro con fuoco